# Bill Bowrey
William «Bill» Bowrey (Sydney, 25 de desembre de 1943) és un tennista retirat australià. Després de la seva retirada també va exercir com a entrenador.
En el seu palmarès destaca un títol de Grand Slam, l'Australian Championships de 1968 que coincideix amb l'últim de l'era amateur. També fou finalista en tres torneigs de Grand Slam en categoria de dobles però no va aconseguir el títol. Va formar part de l'equip australià de la Copa Davis.
Bowrey es va casar amb la tennista australiana Lesley Turner al febrer de 1968. Després de la seva retirada van esdevenir comentaristes de tennistes pel torneig de Wimbledon.

## Torneigs de Grand Slam

### Individual: 1 (1−0)
| Resultat  | Núm. | Any  | Campionat                  | Oponent      | Marcador           |
| --------- | ---- | ---- | -------------------------- | ------------ | ------------------ |
| Guanyador | 1.   | 1968 | Australasian Championships | Juan Gisbert | 7−5, 2−6, 9−7, 6−4 |

### Dobles masculins: 3 (0−3)
| Resultat  | Núm. | Any  | Campionat                | Parella       | Oponents                   | Marcador                |
| --------- | ---- | ---- | ------------------------ | ------------- | -------------------------- | ----------------------- |
| Finalista | 1.   | 1966 | Wimbledon Championships  | Owen Davidson | Ken Fletcher John Newcombe | 3−6, 4−6, 6−3, 3−6      |
| Finalista | 2.   | 1967 | Australian Championships | Owen Davidson | John Newcombe Tony Roche   | 6−3, 3−6, 5−7, 8−6, 6−8 |
| Finalista | 3.   | 1967 | US Championships         | Owen Davidson | John Newcombe Tony Roche   | 8−6, 7−9, 3−6, 3−6      |

### Dobles mixts: 1 (0−1)
| Resultat  | Núm. | Any  | Campionat                | Parella      | Oponents               | Marcador |
| --------- | ---- | ---- | ------------------------ | ------------ | ---------------------- | -------- |
| Finalista | 1.   | 1966 | Australian Championships | Robyn Ebbern | Judy Tegart Tony Roche | 1−6, 3−6 |

## Palmarès

### Equips: 2 (1−1)
| Resultat  | Núm. | Data                        | Torneig                         | Superfície | Equip                                | Oponents                                                    | Marcador |
| --------- | ---- | --------------------------- | ------------------------------- | ---------- | ------------------------------------ | ----------------------------------------------------------- | -------- |
| Guanyador | 1.   | 26 − 28 de setembre de 1967 | Copa Davis, Brisbane, Austràlia | Gespa      | Roy Emerson John Newcombe Tony Roche | José Luís Arilla Juan Gisbert Manuel Orantes Manuel Santana | 4−1      |
| Finalista | 1.   | 26 − 28 de desembre de 1968 | Copa Davis, Adelaida, Austràlia | Gespa      | John Alexander Phil Dent Ray Ruffels | Arthur Ashe Clark Graebner Bob Lutz Stan Smith              | 1−4      |

## Trajectòria

### Individual
| Open d'Austràlia | 2R | 2R | 3R | QF | QF | QF | G  | QF | 3R | 1R | A | 1R | A | 2R | 1 / 12 |
| Roland Garros | A  | A  | A  | 3R | 1R | 2R | A  | 2R | A  | 3R | A | A  | A | A  | 0 / 5  |
| Wimbledon | 2R | A  | 1R | 1R | 4R | 3R | 2R | 3R | 2R | 1R | A | A  | A | A  | 0 / 9  |
| US Open | A  | A  | 4R | A  | QF | 4R | A  | 3R | 3R | 3R | A | A  | A | A  | 0 / 6  |
| Llegenda: G: Guanyador; F: Finalista; SF: Semifinalista; QF: Quarts de final; Q: Qualificació; A: Absent; RR: Round Robin; NC: No celebrat |    |    |    |    |    |    |    |    |    |    |   |    |   |    |        |